# Fußball bei den Asienspielen

Fußball gehört bei den Asienspielen zu den Sportarten, die bisher ständig im Programm der Spiele waren. Teilnehmer sind die Fußballnationalmannschaften der in der FIFA organisierten Verbände der AFC. Seit 1990 findet auch ein Turnier im Frauenfußball statt, das 1994 auch als Qualifikation der Asienzone für die Fußball-Weltmeisterschaft der Frauen 1995 galt. Seit dem Turnier der Spiele 2002 gilt für die Männerteams, analog der Regelung beim olympischen Fußballturnier, eine Altersbeschränkung von 23 Jahren, wobei drei ältere Spieler eingesetzt werden dürfen.

## Die Turniere der Männer im Überblick
| Jahr         | Gastgeber                        | Finale             | Finale              | Finale               | Spiel um Bronze    | Spiel um Bronze | Spiel um Bronze |
| Jahr         | Gastgeber                        | Gold               | Ergebnis            | Silber               | Bronze             | Ergebnis        | Platz 4         |
| ------------ | -------------------------------- | ------------------ | ------------------- | -------------------- | ------------------ | --------------- | --------------- |
| 1951 Details | Neu-Delhi (Indien)               | Indien             | 1:0                 | Iran                 | Japan              | 2:0             | Afghanistan     |
| 1954 Details | Manila (Philippinen)             | Taiwan             | 5:2                 | Südkorea             | Birma              | 5:4             | Indonesien      |
| 1958 Details | Tokio (Japan)                    | Taiwan             | 3:2                 | Südkorea             | Indonesien         | 4:1             | Indien          |
| 1962 Details | Jakarta (Indonesien)             | Indien             | 2:1                 | Südkorea             | Malaysia           | 4:1             | Südvietnam      |
| 1966 Details | Bangkok (Thailand)               | Birma              | 1:0                 | Iran                 | Japan              | 2:0             | Singapur        |
| 1970 Details | Bangkok (Thailand)               | Birma Südkorea     | 0:0 n. V.           | Titel wurde geteilt. | Indien             | 1:0             | Japan           |
| 1974 Details | Teheran (Iran)                   | Iran               | 1:0                 | Israel               | Malaysia           | 2:1             | Nordkorea       |
| 1978 Details | Bangkok (Thailand)               | Südkorea Nordkorea | 0:0 n. V.           | Titel wurde geteilt. | China              | 1:0             | Irak            |
| 1982 Details | Neu-Delhi (Indien)               | Irak               | 1:0                 | Kuwait               | Saudi-Arabien      | 2:0             | Nordkorea       |
| 1986 Details | Seoul (Südkorea)                 | Südkorea           | 2:0                 | Saudi-Arabien        | Kuwait             | 5:0             | Indonesien      |
| 1990 Details | Peking (China)                   | Iran               | 0:0 n. V. 4:1 i. E. | Nordkorea            | Südkorea           | 1:0             | Thailand        |
| 1994 Details | Hiroshima (Japan)                | Usbekistan         | 4:2                 | China                | Kuwait             | 2:1             | Südkorea        |
| 1998 Details | Bangkok (Thailand)               | Iran               | 2:0                 | Kuwait               | China              | 3:0             | Thailand        |
| 2002 Details | Busan (Südkorea)                 | Iran               | 2:1                 | Japan                | Südkorea           | 3:0             | Thailand        |
| 2006 Details | Doha (Katar)                     | Katar              | 1:0                 | Irak                 | Iran               | 1:0 n. V.       | Südkorea        |
| 2010 Details | Guangzhou (China)                | Japan              | 1:0                 | Ver. Arab. Emirate   | Südkorea           | 4:3             | Iran            |
| 2014 Details | Incheon (Südkorea)               | Südkorea           | 1:0 n. V.           | Nordkorea            | Irak               | 1:0             | Thailand        |
| 2018 Details | Jakarta & Palembang (Indonesien) | Südkorea           | 2:1 n. V.           | Japan                | Ver. Arab. Emirate | 1:1 4:3 i. E.   | Vietnam         |
| 2022 Details | Hangzhou (China)                 | Südkorea           | 2:1                 | Japan                | Usbekistan         | 4:0             | Hongkong        |
| 2026 Details | Nagoya (Japan)                   |                    |                     |                      |                    |                 |                 |
| 2030 Details | Doha (Katar)                     |                    |                     |                      |                    |                 |                 |
| 2034 Details | Riad (Saudi-Arabien)             |                    |                     |                      |                    |                 |                 |

### Medaillenspiegel
| Rang | Land                      | Goldmedaille | Silbermedaille | Bronzemedaille | Gesamt |
| ---- | ------------------------- | ------------ | -------------- | -------------- | ------ |
| 01   | Südkorea (U-23)           | 6 (3)        | 3 (0)          | 3 (1)          | 12 (4) |
| 02   | Iran (U-23)               | 4 (1)        | 2 (0)          | 1 (1)          | 07 (2) |
| 03   | Indien (U-23)             | 2 (0)        | 0 (0)          | 1 (0)          | 03 (0) |
|      | Myanmar (U-23)            | 2 (0)        | 0 (0)          | 1 (0)          | 03 (0) |
| 05   | Chinese Taipei (U-23)     | 2 (0)        | 0 (0)          | 0 (0)          | 02 (0) |
| 06   | Japan (U-23)              | 1 (1)        | 3 (3)          | 2 (0)          | 06 (4) |
| 07   | Nordkorea (U-23)          | 1 (0)        | 2 (1)          | 0 (0)          | 03 (1) |
| 08   | Irak (U-23)               | 1 (0)        | 1 (1)          | 1 (1)          | 03 (2) |
| 09   | Usbekistan (U-23)         | 1 (0)        | 0 (0)          | 1 (1)          | 02 (1) |
| 10   | Katar (U-23)              | 1 (1)        | 0 (0)          | 0 (0)          | 01 (1) |
| 11   | Kuwait (U-23)             | 0 (0)        | 2 (0)          | 2 (0)          | 04 (0) |
| 12   | China (U-23)              | 0 (0)        | 1 (0)          | 2 (0)          | 03 (0) |
| 13   | Saudi-Arabien (U-23)      | 0 (0)        | 1 (0)          | 1 (0)          | 02 (0) |
| 14   | Ver. Arab. Emirate (U-23) | 0 (0)        | 1 (1)          | 1 (1)          | 02 (2) |
| 15   | Israel                    | 0 (0)        | 1 (0)          | 0 (0)          | 01 (0) |
| 16   | Malaysia (U-23)           | 0 (0)        | 0 (0)          | 2 (0)          | 02 (0) |
| 17   | Indonesien (U-23)         | 0 (0)        | 0 (0)          | 1 (0)          | 01 (0) |

## Die Turniere der Frauen im Überblick
| Jahr         | Gastgeber                        | Finale    | Finale              | Finale    | Spiel um Bronze | Spiel um Bronze             | Spiel um Bronze |
| Jahr         | Gastgeber                        | Gold      | Ergebnis            | Silber    | Bronze          | Ergebnis                    | Platz 4         |
| ------------ | -------------------------------- | --------- | ------------------- | --------- | --------------- | --------------------------- | --------------- |
| 1990 Details | Peking (China)                   | China     | Ligasystem          | Japan     | Nordkorea       | Ligasystem                  | Chinese Taipei  |
| 1994 Details | Hiroshima (Japan)                | China     | 2:0                 | Japan     | Chinese Taipei  | nach Stand der Gruppenphase | Südkorea        |
| 1998 Details | Bangkok (Thailand)               | China     | 1:0                 | Nordkorea | Japan           | 2:1                         | Chinese Taipei  |
| 2002 Details | Busan (Südkorea)                 | Nordkorea | Ligasystem          | China     | Japan           | Ligasystem                  | Südkorea        |
| 2006 Details | Doha (Katar)                     | Nordkorea | 0:0 n. V. 4:2 i. E. | Japan     | China           | 2:0                         | Südkorea        |
| 2010 Details | Guangzhou (China)                | Japan     | 1:0                 | Nordkorea | Südkorea        | 2:0                         | China           |
| 2014 Details | Incheon (Südkorea)               | Nordkorea | 3:1                 | Japan     | Südkorea        | 3:0                         | Vietnam         |
| 2018 Details | Jakarta & Palembang (Indonesien) | Japan     | 1:0                 | China     | Südkorea        | 4:0                         | Chinese Taipei  |
| 2022 Details | Hangzhou (China)                 | Japan     | 4:1                 | Nordkorea | China           | 7:0                         | Usbekistan      |
| 2026 Details | Nagoya (Japan)                   |           |                     |           |                 |                             |                 |
| 2030 Details | Doha (Katar)                     |           |                     |           |                 |                             |                 |
| 2034 Details | Riad (Saudi-Arabien)             |           |                     |           |                 |                             |                 |

### Medaillenspiegel
| Rang | Land           | Goldmedaille | Silbermedaille | Bronzemedaille | Gesamt |
| ---- | -------------- | ------------ | -------------- | -------------- | ------ |
| 01   | Japan          | 3            | 4              | 2              | 9      |
| 02   | Nordkorea      | 3            | 3              | 1              | 7      |
| 03   | China          | 3            | 2              | 2              | 7      |
| 04   | Südkorea       | 0            | 0              | 3              | 3      |
| 05   | Chinese Taipei | 0            | 0              | 1              | 1      |